# 奈略松
奈略松（挪威語：Nærøysund）是挪威特伦德拉格郡的市镇，行政中心为两个同等地位的科尔沃雷德镇和勒尔维克镇。市镇面积为1,346.18平方公里，2023年时人口数量为9,890人。
该市镇成立于2020年1月1日，由原奈略和維克納两市镇合并而成，但奈略市镇的一个村庄在同一天合并至南边更大的納姆索斯市镇。合并的起因是挪威議會在2017年6月8日投票决定要在2020年1月1日把萊卡、維克納、奈略和賓達爾四个市镇合并。萊卡和賓達爾两市镇拒绝合并，但維克納和奈略两市镇同意合并。